# Liste der Pfarren im Dekanat Gmunden
Das Dekanat Gmunden ist ein Dekanat der römisch-katholischen Diözese Linz.

## Pfarren mit Kirchengebäuden und Kapellen
| Ort                       | Pfarrverband | Patrozinium                                  | Kirchengebäude und Kapellen | Bild                     |
| ------------------------- | ------------ | -------------------------------------------- | --- | ------------------------ |
| Altmünster                | Altmünster   | Hl. Benedikt                                 | Pfarrkirche Altmünster am Traunsee Kalvarienbergkirche, Filialkirche Reindlmühl, Wallfahrtskapelle auf dem Richtberg, Kapelle im Altenwohnheim | Pfarrkirche Altmünster   |
| Bad Wimsbach-Neydharting  | Laakirchen   | Hl. Stephanus, Auffindung                    | Pfarrkirche Bad Wimsbach-Neydharting Filialkirche Kößlwang, Filialkirche Wim | Pfarrkirche Bad Wimsbach |
| Gmunden                   | Gmunden      | Hl. Jungfrau Maria und Erscheinung des Herrn | Pfarrkirche Gmunden Filialkirche Gmunden-Ort, Spitalkirche, Kapuzinerkirche (Gmunden), Kirche der Karmelitinnen, Friedhofskapelle, Kapelle im städtischen Kinderhort, Kapelle im St.-Josefs-Heim, Kapelle im Schloss Weyer, Seeschlosskirche, Kapelle im Landeskrankenhaus, Kapelle bei den Kreuzschwestern | Pfarrkirche Gmunden      |
| Gschwandt bei Gmunden     | Gmunden      | Hl. Katharina                                | Pfarrkirche Gschwandt bei Gmunden | Pfarrkirche Gschwandt    |
| Laakirchen                | Laakirchen   | Hl. Valentin                                 | Pfarrkirche Laakirchen | Pfarrkirche Laakirchen   |
| Lindach                   | Laakirchen   | Hl. Margarita                                | Pfarrkirche Lindach | Pfarrkirche Lindach      |
| Neukirchen bei Altmünster | Altmünster   | Maria Schnee                                 | Pfarrkirche Neukirchen bei Altmünster Kapelle in der Großalm | Pfarrkirche Neukirchen   |
| Ohlsdorf                  | Gmunden      | Hl. Martin                                   | Pfarrkirche Ohlsdorf Filialkirche Aurachkirchen, Maria-Lourdes-Kirche Hildprechting | Pfarrkirche Ohlsdorf     |
| Pinsdorf                  | Gmunden      | Hl. Matthäus                                 | Pfarrkirche Pinsdorf | Pfarrkirche Pinsdorf     |
| Roitham am Traunfall      | Laakirchen   | Hl. Jakobus der Ältere                       | Pfarrkirche Roitham am Traunfall | Pfarrkirche Roitham      |
| Steyrermühl               | Laakirchen   | Hl. Josef der Arbeiter                       | Pfarrexpositurkirche Steyrermühl | Pfarrkirche Steyrermühl  |
| Traunkirchen              | Altmünster   | Mariä Krönung                                | Pfarrkirche Traunkirchen Kapelle auf dem Johannisberg, Kalvarienbergkapelle, Kapelle im LKH-Buchberg | Pfarrkirche Traunkirchen |

## Dekanat Gmunden
Das Dekanat umfasst 12 Pfarren.
Dechanten
- seit ? Franz Starlinger